# Circondario di Mistretta
Il circondario di Mistretta era uno dei tre circondari in cui era suddivisa la provincia di Messina, esistito dal 1861 al 1927.

## Storia
Con l'Unità d'Italia (1861) la suddivisione in province e circondari stabilita dal Decreto Rattazzi fu estesa all'intera Penisola.
Il circondario di Mistretta fu abolito, come tutti i circondari italiani, nel 1927, nell'ambito della riorganizzazione della struttura statale voluta dal regime fascista.

## Suddivisione
Nel 1863, la composizione del circondario era la seguente:
1. Mandamento I di Capizzi
  - Capizzi
2. Mandamento II di Cesarò
  - Cesarò, San Teodoro
3. Mandamento III di Mistretta
  - Castel di Lucio, Mistretta, Reitano
4. Mandamento IV di San Fratello
  - San Fratello
5. Mandamento V di Santo Stefano di Camastra
  - Caronia, Motta d'Affermo, Pettineo, Santo Stefano di Camastra, Tusa